# Ohurciwka
Ohurciwka (ukr. Огурцівка) – wieś na Ukrainie, w obwodzie charkowskim, w rejonie kupiańskim. W 2001 liczyła 728 mieszkańców, spośród których 746 posługiwało się językiem ukraińskim, 71 rosyjskim, 1 bułgarskim, 4 białoruskim, 4 ormiańskim, 1 gagauskim, a 1 innym.